# Metamynoglenes
Metamynoglenes là một chi nhện trong họ Linyphiidae. Chúng được A. D. Blest mô tả đầu tiên vào năm 1979.

## Các loài
- Metamynoglenes absurda Blest & Vink, 2002 – New Zealand
- Metamynoglenes attenuata Blest, 1979 – New Zealand
- Metamynoglenes flagellata Blest, 1979 – New Zealand
- Metamynoglenes gracilis Blest, 1979 – New Zealand
- Metamynoglenes helicoides Blest, 1979 – New Zealand
- Metamynoglenes incurvata Blest, 1979 (type) – New Zealand
- Metamynoglenes magna Blest, 1979 – New Zealand
- Metamynoglenes ngongotaha Blest & Vink, 2002 – New Zealand